# 自由中国之声
自由中国之声（英語：Voice of Free China）是1949年10月10日到1997年12月31日運作的一个中华民国的国际广播電台，是中央广播电台的前身。在冷战时代，该电台主要进行否定中华人民共和国政府、对抗中央人民广播电台和中國國際广播电台的宣传、宣称只有中华民国政府是唯一合法的中国政府的对外宣传。自由中国之声隶属于中国广播公司多年，这是一个根据政府契約提供公共广播节目的私人公司。

## 历史

1979年的廣播電視大廈正面照片，右側有直排之「自由中國之聲」六字

1949年10月10日，国共内战中中华民国政府失利后，中国广播公司随政府迁往台湾，中国广播公司海外廣播部正式開始以“自由中國之聲”呼號對外播音，最初僅以華語、英語和日语播音，后增设韩语、法语、德语、西班牙语、俄语、阿拉伯语、越南语、印尼语等语言。1951年5月，中國廣播公司開始使用「中央廣播電台——自由中國之聲」呼號對中國大陸播音。
1951年8月，中國廣播公司成立「大陸廣播組」，獨立作業，負責編播對中國大陸播音的心理戰節目。1954年5月20日，中國廣播公司大陸廣播組擴大為「大陸廣播部」。1965年，中國廣播公司受中華民國政府委託，開始辦理自由中國之聲的海外廣播業務。1971年，自由中国之声随中国广播公司迁往台北市广播电视大厦。1972年7月1日，中國廣播公司大陸廣播部正式恢復中央廣播電台建制。1975年，中國廣播公司與中央廣播電台皆奉令改組為獨立經營單位，總部皆仍設於廣播電視大廈。1979年，中国广播公司以「亞洲之聲」（Voice of Asia）呼號主要對亞洲地區播音。1980年，中央廣播電台改隸中華民國國防部。
1997年12月31日，中国广播公司停播自由中國之聲。1998年1月1日，中國廣播公司海外廣播部與中央廣播電台合併為財团法人中央广播电台（CBS）正式開播，並承接自由中國之聲及亞洲之聲的海外廣播業務，以新呼號「CBS臺北國際之聲」（Radio Taipei International）對外播音，但仍維持亞洲之聲的節目。2001年12月31日，亞洲之聲停播。2002年1月1日，亞洲之聲併入CBS臺北國際之聲。2003年1月1日，CBS臺北國際之聲呼號改为「中央廣播電臺——來自臺灣的聲音」（Radio Taiwan International）。現呼號為「中央廣播電臺——台灣之音」。

## 中共的反应
为防止中国大陆民众收听自由中国之声的节目，中华人民共和国中央人民政府在中国大陆各地设立干扰台，对自由中国之声进行大功率同频干扰。除了以上方法，中共中央下发命令，严禁人民收听自由中国之声等敌台节目，否则会被以反革命罪论处、拘留、判刑，因此人民收听时应小心谨慎。直到1978年邓小平上台实行改革开放后，取消了对自由中国之声的干扰，并取消了收听敌台的禁令。但在很长一段时间内，联络敌台仍属违法行为，至1980年代后期方取消。

## 节目
自由中国之声使用汉语（含閩南語、客家語和粵語）、英语、日语、韩语、法语、德语、西班牙语、俄语、阿拉伯语、越南语、印尼语、緬甸语等语言对外广播。
自由中国之声在开始播出节目时，先播放钟声（其钟声演奏曲目目前不详），然后播出开场白：“這裡是自由中国之声，在中華民國臺北發音！”，之后播放中华民国国歌。